# Rigny-sur-Arroux
Pour les articles homonymes, voir Rigny (homonymie).
Rigny-sur-Arroux est une commune française située dans le département de Saône-et-Loire, en région Bourgogne-Franche-Comté.  Depuis 2020, le maire est Patrice Bernard, succédant à Gilbert Granger. 

## Géographie
La commune est traversée par l'Arroux, affluent de la Loire. Au cours du XXe siècle, le lit de la rivière s'est beaucoup déplacé en fonction des crues, la portion en aval du bourg migrant de plus de 200 mètres vers l'est comme cela est attesté par les différences entre le cadastre de 1850 et la révision cadastrale des années 1960.
La vallée est essentiellement agricole avec des embouches consacrées à l'élevage de bovins, charolais pour la plupart.
Les collines à l'est et à l'ouest de la vallée sont couvertes de forêts qui couvrent plus de 20 % du territoire communal.

### Climat
Pour des articles plus généraux, voir Climat de la Bourgogne-Franche-Comté et Climat de Saône-et-Loire.
En 2010, le climat de la commune est de type climat océanique dégradé des plaines du Centre et du Nord, selon une étude du Centre national de la recherche scientifique s'appuyant sur une série de données couvrant la période 1971-2000. En 2020, Météo-France publie une typologie des climats de la France métropolitaine dans laquelle la commune est exposée à un climat océanique altéré et est dans la région climatique Centre et contreforts nord du Massif Central, caractérisée par un air sec en été et un bon ensoleillement.
Pour la période 1971-2000, la température annuelle moyenne est de 11 °C, avec une amplitude thermique annuelle de 16,9 °C. Le cumul annuel moyen de précipitations est de 862 mm, avec 12,4 jours de précipitations en janvier et 7,4 jours en juillet. Pour la période 1991-2020, la température moyenne annuelle observée sur la station météorologique de Météo-France la plus proche, « Saint-Yan », sur la commune de Saint-Yan à 13 km à vol d'oiseau, est de 11,5 °C et le cumul annuel moyen de précipitations est de 772,4 mm. 
La température maximale relevée sur cette station est de 41,7 °C, atteinte le 31 juillet 1983 ; la température minimale est de −24,2 °C, atteinte le 9 janvier 1985,,.
Les paramètres climatiques de la commune ont été estimés pour le milieu du siècle (2041-2070) selon différents scénarios d'émission de gaz à effet de serre à partir des nouvelles projections climatiques de référence DRIAS-2020. Ils sont consultables sur un site dédié publié par Météo-France en novembre 2022.

## Urbanisme

### Typologie
Au 1er janvier 2024, Rigny-sur-Arroux est catégorisée commune rurale à habitat très dispersé, selon la nouvelle grille communale de densité à sept niveaux définie par l'Insee en 2022.
Elle est située hors unité urbaine. Par ailleurs la commune fait partie de l'aire d'attraction de Gueugnon, dont elle est une commune de la couronne,. Cette aire, qui regroupe 12 communes, est catégorisée dans les aires de moins de 50 000 habitants,.

### Occupation des sols
L'occupation des sols de la commune, telle qu'elle ressort de la base de données européenne d’occupation biophysique des sols Corine Land Cover (CLC), est marquée par l'importance des territoires agricoles (71,5 % en 2018), une proportion sensiblement équivalente à celle de 1990 (71,3 %). La répartition détaillée en 2018 est la suivante : prairies (53,9 %), forêts (27,8 %), zones agricoles hétérogènes (15,7 %), terres arables (1,9 %), zones urbanisées (0,6 %), eaux continentales (0,1 %). L'évolution de l’occupation des sols de la commune et de ses infrastructures peut être observée sur les différentes représentations cartographiques du territoire : la carte de Cassini (XVIIIe siècle), la carte d'état-major (1820-1866) et les cartes ou photos aériennes de l'IGN pour la période actuelle (1950 à aujourd'hui).

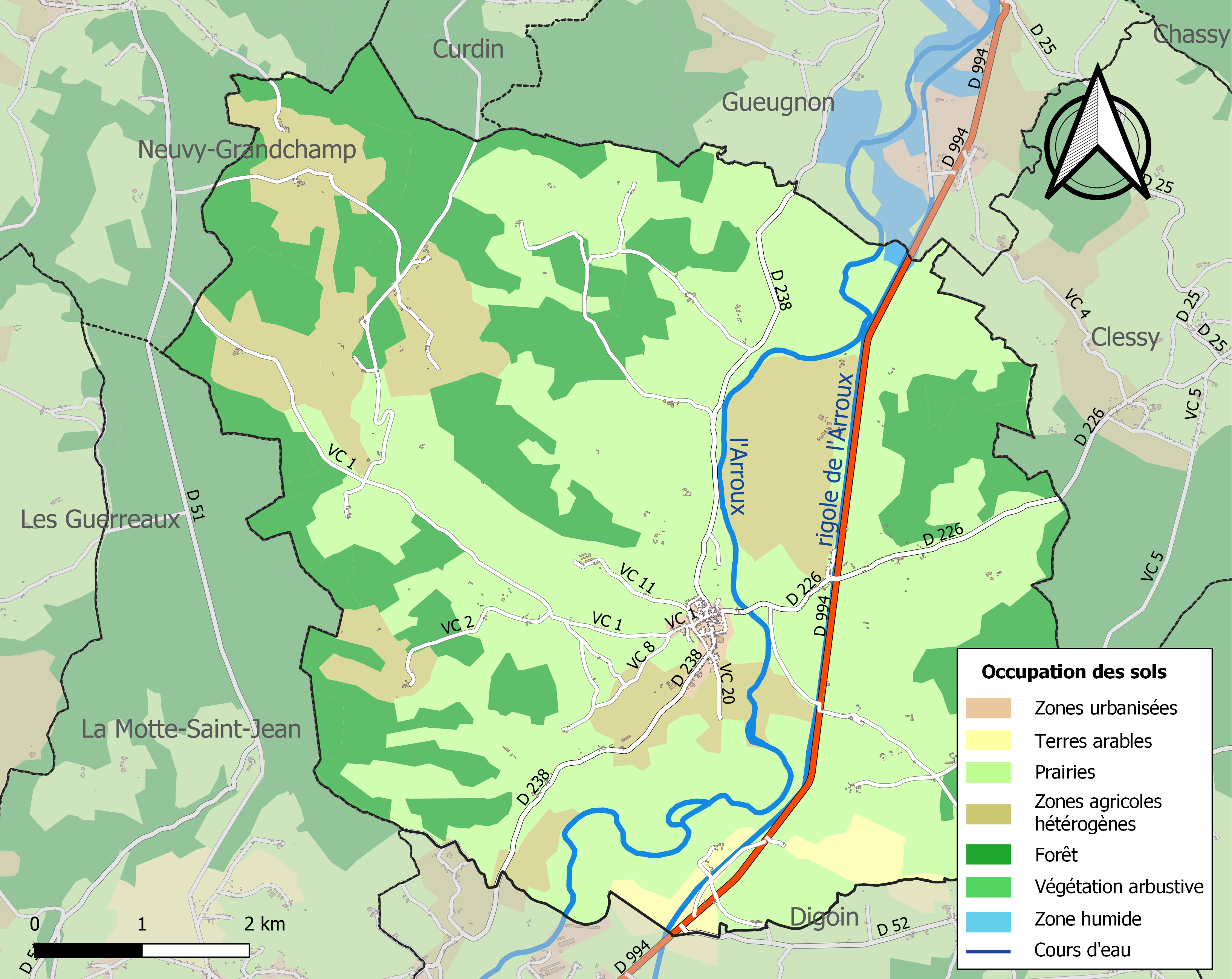
Carte des infrastructures et de l'occupation des sols de la commune en 2018 (CLC).

## Histoire

### Préhistoire
Le village a été fréquenté pendant le Solutréen, comme l'attestent les feuilles de laurier de la « cache de Volgu » découverte en 1874. 
Le nombre de pièces découvertes est incertain et a varié de 14 à 17 selon les auteurs. Actuellement, on admet l'existence de 15 pièces : 13 au Musée Vivant-Denon de Chalon-sur-Saône, une au Musée d'archéologie nationale de Saint-Germain-en-Laye et une au British Museum.

### Moyen-Âge
Le  village était autrefois le siège d'une commanderie de Templiers dont la trace est conservée dans le nom du hameau la Commanderie à l'ouest du bourg.

## Politique et administration
| Période                                  | Période   | Identité          | Étiquette | Qualité |
| ---------------------------------------- | --------- | ----------------- | --------- | ------- |
| mars 2001                                | mars 2008 | Claude Blestrieri |           |         |
| mars 2008                                | en cours  | Gilbert Granger   |           |         |
| Les données manquantes sont à compléter. |           |                   |           |         |

## Démographie
L'évolution du nombre d'habitants est connue à travers les recensements de la population effectués dans la commune depuis 1793. Pour les communes de moins de 10 000 habitants, une enquête de recensement portant sur toute la population est réalisée tous les cinq ans, les populations de référence des années intermédiaires étant quant à elles estimées par interpolation ou extrapolation. Pour la commune, le premier recensement exhaustif entrant dans le cadre du nouveau dispositif a été réalisé en 2006.

En 2022, la commune comptait 616 habitants, en évolution de −4,79 % par rapport à 2016 (Saône-et-Loire : −1,06 %, France hors Mayotte : +2,11 %).
| 1793  | 1800  | 1806  | 1821  | 1831  | 1836  | 1841  | 1846  | 1851  |
| ----- | ----- | ----- | ----- | ----- | ----- | ----- | ----- | ----- |
| 1 060 | 1 075 | 1 057 | 1 050 | 1 093 | 1 105 | 1 066 | 1 156 | 1 081 |

| 1856  | 1861  | 1866  | 1872  | 1876  | 1881  | 1886  | 1891  | 1896  |
| ----- | ----- | ----- | ----- | ----- | ----- | ----- | ----- | ----- |
| 1 084 | 1 050 | 1 195 | 1 161 | 1 201 | 1 172 | 1 146 | 1 109 | 1 086 |

| 1901  | 1906 | 1911 | 1921 | 1926 | 1931 | 1936 | 1946 | 1954 |
| ----- | ---- | ---- | ---- | ---- | ---- | ---- | ---- | ---- |
| 1 006 | 963  | 883  | 839  | 804  | 800  | 729  | 693  | 716  |

| 1962 | 1968 | 1975 | 1982 | 1990 | 1999 | 2006 | 2011 | 2016 |
| ---- | ---- | ---- | ---- | ---- | ---- | ---- | ---- | ---- |
| 727  | 687  | 619  | 605  | 667  | 617  | 611  | 676  | 647  |

| 2021 | 2022 | - | - | - | - | - | - | - |
| ---- | ---- | - | - | - | - | - | - | - |
| 619  | 616  | - | - | - | - | - | - | - |

Dans les archives de la commune conservées en mairie, figurent des registres paroissiaux remontant jusqu'aux années 1550 avec malheureusement quelques manques dans les années 1700. Vers 1670, la paroisse comptait plus de 1 000 habitants. Parmi les artisans y travaillant, on comptait 2 forgerons, 2 tisserands, 1 charron, plusieurs maçons et menuisiers, 1 couvreur.

## Culture locale et patrimoine

### Lieux et monuments
- Le château de Faule.
- Le château de la Vaivre (actuellement orthographié Vesvre).
- La ferme de l'Abbaye, implantée à l'extrémité ouest de la commune, vestige du prieuré de Chaume, qui fut habité par des moniales jusqu'au XVIIe siècle avant d'être transformé en exploitation agricole (XVIIIe) et d'être vendu nationalement à deux reprises, d'abord le 23 février 1791 puis le 4 frimaire an II[19].
- L'église Saint-Didier, église néoromane du XIXe siècle avec un clocher roman du XIIe siècle.
- La Passerelle : le long de la route menant du bourg à la Vesvre, a existé une passerelle en plaque de béton sur une armature métallique qui permettait de passer à pied en cas de crue de l'Arroux. La modification du lit de l'Arroux a rendu cette passerelle inutile et elle n'est plus entretenue. En 2010, on voyait encore quelques restes de son armature métallique.

### Personnalités liées à la commune
- Claude-Henri Bijon député de Saône-et-Loire à l'Assemblée nationale législative, né à Rigny-sur-Arroux.

## Pour approfondir